# Cane (La Paz)
Pour les articles homonymes, voir Cane.
Cane est une municipalité du Honduras, située dans le département de La Paz. La municipalité comprend 2 villages et 11 hameaux. Cane est fondée en 1932.

## Source de la traduction
- (es) Cet article est partiellement ou en totalité issu de l’article de Wikipédia en espagnol intitulé « Cane, La Paz » (voir la liste des auteurs).